# خوزه لوئیس منتاکا
خوزه لوئیس منتاکا (انگلیسی: José Luis Mentxaca؛ زادهٔ ۲۱ آوریل ۱۹۴۲) بازیکن فوتبال اهل اسپانیا است.
از باشگاه‌هایی که در آن بازی کرده‌است می‌توان به باشگاه فوتبال رئال اویدو اشاره کرد.